# Don't Bother
Singles de Shakira
No
(2005) Día de Enero
(2006)
Pistes de Oral Fixation Vol. 2
How Do You Do?
(1) Illegal
(3)
Don't Bother (« Ne te prends pas la tête pour ça », en français), est une chanson écrite et composée par la chanteuse colombienne Shakira.
Cette chanson, incluse dans l'album Oral Fixation Vol.2 (28 mars 2006), relate la jalousie d'une femme envers la nouvelle copine de son ex copain. Elle avoue dans cette chanson, que cette femme est beaucoup plus belle, intelligente et sexy qu'elle, mais que cela ne l'empêche pas de vivre.
Le CD single est sorti le 22 novembre 2005.

## Liste des pistes
Royaume-Uni / Europe CD Single
1. Don't Bother - 4:16
2. No - 4:45

 Allemagne CD Single
1. Don't Bother - 4:16
2. No - 4:45
3. Don't Bother (Jrsnchz Main Mix) - 5:33
4. No (Video)

## Clip vidéo
le clip de "Don't Bother" a été réalisé par Jaume de Laiguana, filmé du 10 au 13 juillet 2005. qui a précédemment collaboré avec Shakira sur le clip de "No" et est sorti le 15 novembre 2005. La vidéo commence par un homme garant sa voiture de sport devant sa maison et y entrant. Shakira est allongée sur le lit à la maison et un homme s'approche et s'allonge à côté d'elle, indiquant qu'ils sont en couple. Dès que l'homme s'endort, Shakira se réveille et se couche sur lui, commence à le caresser, à le mordre et à lui murmurer à l'oreille plusieurs fois, bien qu'il ne se réveille pas. Shakira prend les clés de la voiture de l'homme et la conduit à la casse. La vidéo alterne ensuite avec des scènes de Shakira ayant une liaison sexuelle avec un homme sous la douche. La scène revient ensuite à la casse où Shakira commence à jouer d'une guitare rose. Après le passage parlé de la chanson, Shakira place la voiture de son partenaire dans un broyeur de voitures, qui commence bientôt à la démolir. L'homme réagit de la même manière qu'être écrasé par une voiture et commence à ressentir des secousses et des contractions corporelles constantes, indiquant une connexion entre sa voiture et son corps. Une fois la voiture complètement détruite, Shakira laisse l'homme inconscient sur le lit, quitte la maison et commence à marcher triomphalement dans la rue. Shakira a expliqué l'utilisation du symbolisme de la voiture dans le film, en disant que "la voiture d'un homme est comme une extension de son ego et de sa masculinité. Je pensais que ce serait une vidéo qui ferait dire aux femmes : "Oui, oui !" et cela ferait sentir les gens.

### Classement par pays
| Classement (2005-2006)                  | Meilleure position |
| --------------------------------------- | ------------------ |
| Australie (ARIA)                        | 30                 |
| Autriche (Ö3 Austria Top 40)            | 6                  |
| Belgique (Flandre Ultratop 50 Singles)  | 28                 |
| Belgique (Wallonie Ultratop 50 Singles) | 32                 |
| Tchéquie (IFPI Rádio)                   | 7                  |
| Danemark (Tracklisten)                  | 14                 |
| Europe (Hot 100)                        | 17                 |
| Finlande (Suomen virallinen lista)      | 4                  |
| France (SNEP)                           | 24                 |
| Allemagne (Media Control AG)            | 7                  |
| Hongrie (Rádiós Top 40)                 | 6                  |
| Hongrie (Single Top 40)                 | 5                  |
| Irlande (IRMA)                          | 13                 |
| Italie (FIMI)                           | 8                  |
| Pays-Bas (Single Top 100)               | 15                 |
| Norvège (VG-lista)                      | 6                  |
| Roumanie (UPFR)                         | 2                  |
| Suède (Sverigetopplistan)               | 28                 |
| Suisse (Schweizer Hitparade)            | 8                  |
| Royaume-Uni (UK Singles Chart)          | 9                  |
| États-Unis (Hot 100)                    | 42                 |
| États-Unis (Pop Airplay)                | 25                 |